# أسيتال

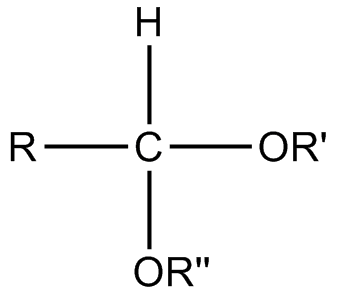
البنية العامة للأسيتال

الأسيتال سائل طيَّار عديم اللون، مركب مكون من ذرتي أكسجين ذواتي ارتباط أحادي، مرتبطتين مع نفس ذرة كربون.
عادة ما يُميَّز بين الكيتال وبين الأسيتال حيث يمتلك الكيتال ذرتي كربون مرتبطتين بمجموعة R، في حين يمتلك الأسيتال ذرة واحدة أو اثنتين من الكربون مرتبطة بمجموعة R مثل H-. أما الاصطلاحات الحديثة فتعتبر الكيتال مجموعة جزئية من الأسيتال.
البلاستيك المعروف ببولي أوكسيمثيلين هو متعدد الأسيتال.
يتكون الأسيتال عن طريق برتنة مجموعة الهيدروكسيل في الأسيتال الجزئي وفقدانها على شكل جزيئة ماء، يتبعها هجوم سريع من قبل جزيئة كحول نحو الكاربوكتيون المتكون، وبفقدان بروتون من الكحول المرتبط يتكون الأسيتال.
يتمتع الأسيتال باستقرارية إذا ما قورن بالأسيتال الجزئي، ولكن تكونه عكوسي كما هو الحال في الإسترات. فعند إجراء تفاعل تكوين الأسيتال يجب سحب الماء باستمرار من إناء التفاعل وإلا فإن الناتج سيعاني من الحلمهة.
يؤدي تكون الأسيتال إلى تقليل العدد الكلي للجزيئات الموجودة، لذلك فإنه ليس محبذاً من ناحية الإنتروبية. ولتحسين التفاعل يفضل استخدام أورثواستر كمصدر للكحول. تخضع الألدهيدات والكيتونات إلى عملية تسمى تبادل الأسيتال مع أورثواستر لتعطي الأسيتال، ويستخدم الماء الناتج من تكون الأسيتال في تحلل الأورثواستر مائياً لتكوين كميات إضافية من الكحول يعاد استخدامها في التفاعل مرة أخرى.
للأسيتال أهمية كبيرة في الطبيعة، فعلى سبيل المثال يكون أكثر الأشكال استقراراً لمحلول الجلوكوز هو أسيتال جزئي حلقي، كما أن المالتوز أسيتال مكون من وحدتي كلوكوز.
Acetaldehyde diethyl acetal مادة منكهة مهمة في المشروبات المقطرة.
يستخدم الأسيتال في بعض الأحيان كمجموعة واقية لمجاميع الكاربونيل في الصناعات العضوية، حيث تكون مستقرة نسبة إلى التحلل المائي بواسطة القواعد.

## أمثلة
- ثنائي ميثوكسي الميثان كمذيب
- ديوكسولان
- ديوكسي الميثيلين مجموعة
- بارالديهايد
- 5،3،1-تريوكسان

## اقرأ أيضاً
- نصف أمينال